# 藤原勝也
藤原 勝也（ふじわら かつや、1976年8月18日 - ）は、日本の男性声優、ナレーター。香川県出身。フリー。

## 略歴
- 1999年4月 - 青二塾大阪校に第17期生として入塾。
- 2001年3月 - 青二塾大阪校を卒塾。
- 2001年4月 - 青二プロダクションに所属、声優としてデビュー。
- 2014年4月 - フリー。[4][5]

## 出演

### テレビアニメ
2002年
- ちょびっツ（生徒）
- ベイベーばあちゃん
- ONE PIECE（2002年 - 2007年、アロー、バロックワークスC、海兵A〜C、兵士、潜水部隊）

2003年
- D.C. 〜ダ・カーポ〜（生徒）
- プラトニックチェーン（アツシ）

2007年
- おおきく振りかぶって 〜夏の大会編〜（小山大樹）

### 劇場アニメ
- 機動戦士Ζガンダム A New Translation -星を継ぐ者-（2005年、ディーバ・バロ）

### OVA
- I'll/CKBC（2002年、他校の生徒A）
- サクラ大戦 神崎すみれ 引退記念 す・み・れ（2002年、観客）
- サクラ大戦 エコール・ド・巴里（2003年、特務隊、巴里の人々）

### ゲーム
- テイルズ オブ ファンダム Vol.1（2002年、サンク・リサジュー）
- 剣豪2（2003年）
- ユグドラ・ユニオン（2006年、インザーギ、マルディム）

### ドラマCD
- テイルズ オブ ファンダム （ちょっと）しあわせにっき（サンク・リサジュー）

### 吹き替え
- 魔王

### テレビ
- CS NBA速報（ナレーション）
- BS2
  - BS大好き（ナビゲーター（顔出し）月 - 水担当）BSハイビジョンでも同時放送の場合あり。
  - BSファンクラブ（ナビゲータ（顔出し））
- 葛飾ケーブルネットワーク 下町ワイド（月曜日キャスター）
- キッズステーション アニメぱらだいす!（ナビゲーター（顔出し））
- テレビ朝日 ポカポカ地球家族（ボイスオーバー）
- TBS
  - フードバトルクラブ（審判）
  - 昔の男
- CX
  - 愛と青春の宝塚
  - 金曜エンタテイメントピッキングトリオの事件簿
  - ショムニFINAL 第10話（合コン相手）
  - 胸さわぎの土曜日
  - 私を旅館につれてって